# Homalota lepidula
Homalota lepidula är en skalbaggsart som beskrevs av Thomas Casey 1911. Homalota lepidula ingår i släktet Homalota och familjen kortvingar. Inga underarter finns listade i Catalogue of Life.